# Hussam bin Sa'ud Al Sa'ud
Hussam bin Saʿūd Āl Saʿūd (in arabo حسام بن سعود بن عبد العزيز آل سعود‎?; 23 maggio 1960) è un principe e imprenditore saudita, membro della famiglia reale Āl Saʿūd.

## Primi anni di vita e formazione
Hussam bin Sa'ud è nato nel 1960 ed è figlio del defunto re Sa'ud e di Nora bint Abd Allah Al Damer. Ha conseguito una laurea in economia presso l'Università Re Sa'ud di Riad, un master nella stessa materia presso la London School of Economics e un dottorato di ricerca in teorie economiche della disoccupazione e dell'impatto delle politiche di governo presso l'Università di Londra.

## Affari
Hussam è l'unico figlio di re Sa'ud ad essere un imprenditore di successo, possiede infatti molte attività commerciali come la Arabian Plastic Compound e la Fabbrica dell'acqua Nahl in Egitto e Libano. È anche presidente della Holding Arabia Saudita-Kuwait, istituita per fornire investimenti in entrambi i paesi, della compagnia di telecomunicazioni Zain e di MTC Arabia Saudita.

## Vita personale
Il principe è sposato con la principessa Sara bint Musa'ed bin Abd al-Aziz Al Sa'ud e ha cinque figli. Nel 2010, uno di essi, Sa'ud, ha sposato una figlia del principe Khalid bin Musa'id bin Abdul Rahman a Riyad.